# Señor de Villaseca
El Señor de Villaseca es una talla del siglo xvi ubicada en la Iglesia del Señor de Villaseca, en Cata, Guanajuato (México).

## Historia
El Señor de Villaseca llegó a México en 1545 por disposición de Don Alonso de Villaseca, rico devoto procedente de Toledo (España), quien trajo consigo tres imágenes de Cristo con el fin de donarlas al país: el Señor de Santa Teresa, el Señor de Villaseca y el Señor de los Trabajos, si bien existen dudas sobre si este último es una de las tallas traídas por Don Alonso, pudiendo tratarse también del conocido como Cristo de Guerrero. Según el padre Lucio Marmolejo en su obra Efémerides Guanajuatenses:

El muy noble y generoso caballero D. Alonso de Villaseca, célebre en toda Nueva España por su insigne piedad y por las cuantiosísimas limosnas de toda especie que distribuyó, hace traer de España algunas imágenes sagradas, a fin de fomentar por medio de ellas el fervor y la fe de los naturales, recién convertidos a la religión verdadera. Dos de estas imágenes llegaron a adquirir grande celebridad, siendo ambas de Jesu-Cristo Crucificado y formadas con una pasta de cartón y engrudo. La primera es la portentosa del Señor de Santa Teresa de México, renovada después, en medio de inauditos prodigios; y la segunda, la que tomó su advocación del apellido del Sr. D. Alonso, siendo hasta el día conocida y venerada con el nombre de "El Sr. de Villaseca". Esta fue traída algunos años más tarde a Guanajuato [...] y recibe en el Templo de Cata las más fervientes adoraciones de los fieles, a quienes colma de beneficios.

La imagen fue llevada a Cata en 1618 por un descendiente de Don Alonso, quien trabajó en el sector de la minería y erigió una hacienda a la que puso por nombre el apellido familiar, de Villaseca, al igual que la talla de Cristo, la cual pasaría a ser venerada en la actual Iglesia del Señor de Villaseca, cuya construcción comenzó en 1709 y se prolongó ocho décadas, si bien la inauguración del templo tuvo lugar en 1725: 

Año de 1725. Se estrena con una solemne función el hermoso Santuario de Cata, en el cual se venera la prodigiosa imagen del Señor de Villaseca: fue construido por D. Juan Martínez de Soria y por los dueños de la misma mina de Cata y la de San Lorenzo.

Se afirma que las otras dos imágenes de Cristo fueron colgadas en las minas propiedad de Don Alonso para que protegiesen a los mineros, atestiguando el padre Marmolejo que el Señor de Santa Teresa fue llevado a Ixmiquilpan y el Cristo de Guerrero a Zacatecas, este último trasladado por Agustín Guerrero, yerno de Don Alonso.

## Leyendas

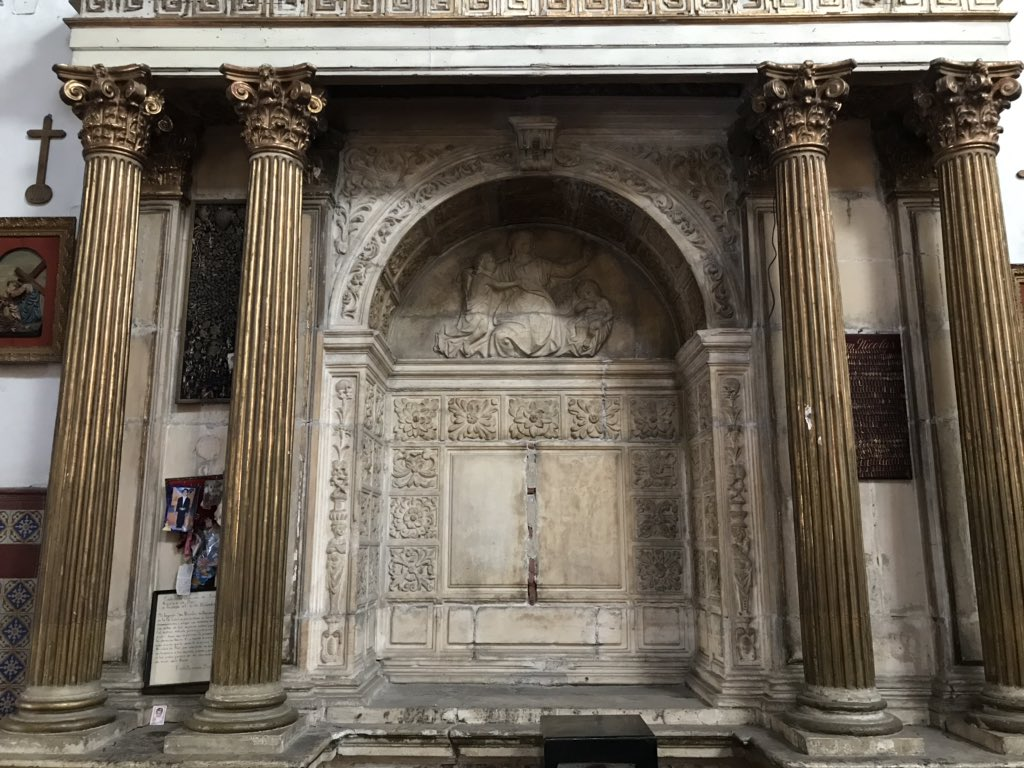
Sepulcro de Don Alonso de Villaseca en el Templo de San Miguel Arcángel (Centro Histórico de la Ciudad de México).

Existe una leyenda popular asociada al Señor de Villaseca la cual afirma que treinta años después de la muerte de Don Alonso, la cual tuvo lugar el 8 de septiembre de 1580, una mujer atrapada en un matrimonio infeliz en el que sufría constantes maltratos por parte de su esposo, quien trabajaba en la mina de Cata, sucumbió a los cortejos de otro minero. Una tarde, mientras la mujer llevaba una cesta con comida para su amante, su marido, quien sospechaba de la infidelidad de su esposa, la sorprendió y, amenazándola con un puñal, le preguntó qué había en la cesta. La mujer, quien se había encomendado al señor de Villaseca, dueño de la mina donde trabajaba su esposo, le dijo que llevaba flores para la tumba de Don Alonso. El hombre, quien aseguró que la mataría si lo engañaba, arrebató la cesta a su esposa y comprobó que la misma estaba llena de flores. La mujer, agradecida por el milagro, prometió llevar flores cada semana a la tumba del señor de Villaseca. Poco después su esposo murió en la mina a causa de un accidente, lo que permitió a la mujer ser feliz con su amante el resto de su vida.
Existen al menos otros dos relatos similares a este atribuidos a dos imágenes de Cristo: el Señor de las Maravillas, en Puebla de Zaragoza (Puebla), y el Señor de las Maravillas, en El Arenal (Hidalgo). En los relatos del Señor de Villaseca y del Señor de las Maravillas de El Arenal la mujer engaña al esposo con otro hombre, mientras que según diversas variantes de la historia el esposo está en la cárcel o es simplemente un marido celoso. Respecto a la leyenda del Señor de Villaseca, algunas variaciones del relato sostienen que los artículos que la mujer llevaba en la cesta (atole, tortillas, frijoles y alimentos en general) se convirtieron en objetos religiosos (vino de consagrar, hostias, granos de incienso y flores respectivamente), aunque también se afirma que se transformaron en rosas, elemento diferenciador de los relatos de Puebla e Hidalgo, en los que la comida se convirtió en maravillas. En el relato del Señor de las Maravillas de Puebla de Zaragoza la mujer no es adúltera sino que se apiada de un preso al que acude a visitar y a llevar comida, creyendo su marido erróneamente que le es infiel. Así mismo, en algunas versiones de las leyendas del Señor de Villaseca y del Señor de las Maravillas de El Arenal el marido, descrito como un maltratador, muere en un accidente, permitiendo así que la mujer pueda ser feliz con su amante, aunque en otras versiones es el amante quien aparece muerto mientras que la mujer, arrepentida y decidida a cambiar su estilo de vida, desaparece junto con su esposo. Debido a la similitud de las tres historias, es posible que las imágenes de Puebla e Hidalgo, fechadas respectivamente en los siglos xvii y xix, hayan tomado prestado el relato del Señor de Villaseca, imagen del siglo xvi, por el hecho de ser esta última la más antigua de las tres, aunque es probable que todas ellas hayan copiado el milagro de los alimentos convertidos en flores de diversas fuentes hagiográficas.

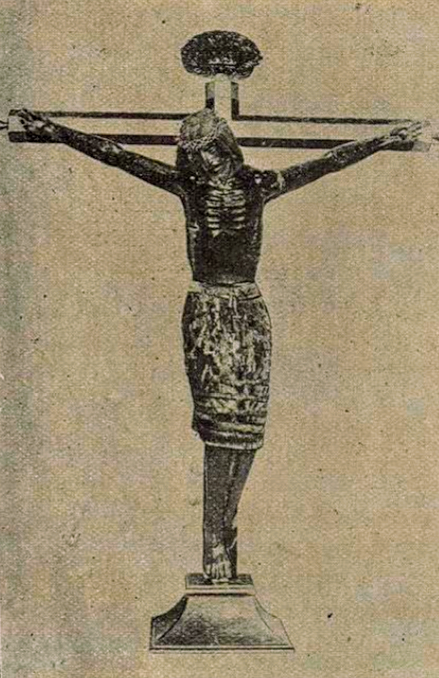
Antigua fotografía del Señor de Villaseca.

Del mismo modo, existe una leyenda menos conocida del siglo xviii la cual asegura que un grupo de campesinos de Guanajuato aceptó una oferta para trabajar en una hacienda algodonera situada en el norte, cerca de la frontera. Una vez allí, se les pidió permanecer encerrados en una galonera por motivos de seguridad, habiéndoseles ofrecido previamente una cena la cual nunca llegó. Tras escuchar continuos goteos cerca de una puerta, la abrieron y contemplaron horrorizados varios cuerpos decapitados en un patio colgados boca abajo cuya sangre era recogida en recipientes para ser vendida como colorante. Temiendo ser los siguientes, se encomendaron al Señor de Villaseca e, inexplicablemente, lograron huir de allí y volver, magullados, a sus hogares.
También hay constancia de una leyenda sin fundamento la cual sostiene que alguno de los tres Cristos traídos por Don Alonso alberga en su interior una estructura elaborada a partir de los huesos del esqueleto de un minero, siendo este rumor probablemente producto de la devoción de los mineros desde antaño por el Señor de Villaseca.

## Descripción
La imagen, conocida también como Cristo Negro, consiste en una talla realizada según el padre Marmolejo en pasta de cartón y engrudo, con cabello liso y barba esculpida. Aparecen en tensión y notablemente marcadas las extremidades, la caja torácica y las costillas, estando todo el cuerpo cubierto de heridas sangrantes, lo que contribuye a dotar a la imagen, de tez morena, de un aspecto aún más oscuro, el cual contrasta con el paño de pureza, de color blanco y realizado en tela. A diferencia del Señor de las Maravillas de El Arenal, el Señor de Villaseca presenta los ojos abiertos, luciendo sobre su cabeza una corona de espinas dorada. En Julio de 2025 la imagen fue retirada para realizar trabajos de diagnóstico y restauración, después dé varios años de trabajo de la feligresía se pudo concretar un proyecto de restauración con el apoyo de. La Escuela de Conservación y Restauración de occidente bajo la supervisión de INAH Guanajuato y con el apoyo del señor cura Arturo Márquez, quien preocupado por el estado de conservación de la imagen acudió a Oro conservación y restaron, quien realizó diagnóstico basado en técnicas de rayos x luz ultravioleta para prepara el proyecto de conservación 

## Devoción
Existe una amplia colección de exvotos ofrecidos por fieles al Señor de Villaseca, la mayor parte elaborados sobre lámina, datando el más antiguo de 1808, si bien hacia 1970 decayó la costumbre de fabricar retablitos de la imagen.
De igual modo, destaca un fragmento del libro Romances, tradiciones y leyendas guanajuatenses, obra de Agustín Lanuza, basado en varias coplas populares de Cata sobre la figura de Don Alonso de Villaseca:

Dicen antiguas historias
que en mil quinientos cuarenta,
hubo un noble toledano
que fue célebre en América,
por los muchos beneficios
que impartió con sus riquezas,
por su talento y virtudes
y sus costumbres austeras
Ese noble se llamaba
Alonso de Villaseca,
hombre de adusto carácter;
pero de ejemplares prendas.
Aunque se meció su cuna
en la mayor opulencia,
no tuvo apego en la vida
ni al fausto ni a las riquezas.
Cifró toda su ventura
en hacer obras benéficas,
y en los negocios de minas

alcanzó fortuna inmensa.

## Festividad
Actualmente se realiza la fiesta del Señor de Villaseca coincidiendo con la fiesta del Domingo de la Ascensión, fecha móvil de acuerdo con el calendario litúrgico de Pascua, en la que se dan cita agrupaciones de hermandades provenientes de distintos puntos del país: Toluca, Aguascalientes, Chihuahua, Irapuato, León y la capital guanajuatense. Todas estas hermandades participan durante la procesión, la cual comienza en el templo para pasar por el barrio de San Luisito, llegar a la glorieta de San Clemente y regresar a su templo en Cata, acompañada por varias agrupaciones de bandas de guerra de los batallones de San Miguel Arcángel locales y foráneas.
La festividad fue interrumpida a causa de la COVID 19 los años 2020 y 2021, retomando en 2022.